# 에스터교환 반응
에스터교환 반응(영어: transesterification)은 에스터의 유기 작용기인 R″을 알코올의 유기 작용기인 R'로 교환하는 과정이다. 에스터교환, 트랜스에스터화라고도 한다. 이러한 반응은 보통 산 촉매 또는 염기 촉매의 첨가에 의해 촉매된다. 반응은 또한 다른 효소, 특히 라이페이스(한 가지 예는 EC 3.1.1.3)의 도움으로 수행될 수 있다.
|  |

## 같이 보기
- 에스터
- 바이오디젤 생산
- 오테라 촉매
- 알킬교환 반응
- 아마이드교환 반응
- 코카에틸렌